# Ion Duca
Ion Gheorghe Duca (ur. 20 grudnia 1879 w Bukareszcie, zm. 29 grudnia 1933 w Sinaia) – rumuński prawnik i polityk.
Był działaczem Partii Narodowo-Liberalnej, z ramienia której wszedł w 1908 r. do rumuńskiej Izby Deputowanych. W 1930 r. został liderem tej partii. W latach 1914–1918 był ministrem edukacji, w latach 1919–1920 ministrem rolnictwa. 19 stycznia 1922 objął stanowisko ministra spraw zagranicznych, które zajmował do 29 marca 1926 r. 22 czerwca 1927 r. został ministrem spraw wewnętrznych. Był nim do 10 listopada 1928 r. 14 listopada 1933 r., nominowany na premiera przez króla Karola II, stanął na czele rządu. 10 grudnia 1933 podjął decyzję o delegalizacji skrajnie prawicowej partii o nazwie Żelazna Gwardia. 29 grudnia 1933 został zastrzelony na dworcu w Sinaia przez grupę Nicadori - trzech członków Żelaznej Gwardii: Nicolae Constantinescu, Ion Caranica i Doru Belimace. 
W 1923 został odznaczony Orderem Orła Białego.